# Patrizio (titolo)
Patrizio è un titolo nobiliare di antica origine, tipicamente italiano, in uso presso alcuni comuni medievali e presso le repubbliche aristocratiche quali come Stati sovrani antichi e continuativi nel tempo, Venezia, Genova e Lucca, repubblica quest’ultima ininterrotta e libera dal 1369 al 1799. Il patriziato lucchese pertanto aveva analoghe prerogative e caratteristiche rispetto a quello goduto a Genova e a Venezia.

## Il titolo di patrizio
A partire dall'VIII secolo il titolo di patrizio venne utilizzato per indicare quella classe nobiliare che governava su di un comune, quindi un municipio, o su una repubblica aristocratica.
Tale titolo fu ritenuto molto importante, tant'è vero che pur essendo un titolo non rilasciato dall'autorità reale o di un principe o di un sovrano in generale, fu adottato da molti nobili aventi titoli nobiliari molto più alti.
In età più recente, dopo il XII secolo, si formarono diversi patriziati in alcune Università (gli antichi Municipi) in Italia. Questi patriziati moderni gestivano autonomamente il governo della città, che di conseguenza non aveva un signore feudale. Per tale motivo l'appartenenza di una famiglia ad un patriziato civico dava ad essa un grande prestigio e ancora oggi, pur essendo quello di patrizio un titolo tra i più bassi nella scala gerarchica nobiliare, esso viene considerato uno dei più prestigiosi in quanto, fra l'altro, indice di sicura antichità della famiglia che lo porta. Questo perché mentre gli altri titoli nobiliari venivano concessi per brevetto, cioè per Diploma di Nobilitazione o per Lettere Patenti da parte dell'autorità papale, imperiale, reale, ducale o principesca, e quindi come venivano dati potevano essere anche tolti alla famiglia per varie motivazioni, il titolo di patrizio invece non era altro che l'ufficializzazione della nobiltà patrizia che risiedeva in una specifica famiglia. Si tratta di quelle famiglie che, pur non avendo un titolo nobiliare, ricoprivano cariche di governo cittadino o repubblicano o militari; esse, con l'ascrizione nel Libro d'Oro del Patriziato, venivano nobilitate in modo ufficiale.
Questo titolo, prima di essere dichiarato tale, era una qualità, qualifica e prerogativa che era radicata in una specifica famiglia, quindi quando la si individuava, per mezzo dell'ascrizione al patriziato le veniva ufficializzata la condizione nobiliare di cui godeva.
Dato che la nobiltà patrizia era ritenuta una qualità che risiedeva in una famiglia e che si tramandava geneticamente, essa era l'unica nobiltà che non poteva essere negata dall'autorità sovrana.
Tale nobiltà patrizia poteva essere riconosciuta soltanto dal patriziato della città o repubblica nella quale la famiglia risiedeva, in quanto il patriziato era sovrano.
Inizialmente la voce di patrizio stava ad indicare qualità e prerogativa nobiliare della famiglia, quindi chi era ascritto al patriziato doveva dire di essere ascritto ad un seggio patrizio, o aggregato al patriziato, o ascritto al libro d'oro del patriziato, e non dire di avere il titolo patrizio di una determinata città.
Però col tempo tale qualifica diventò un vero e proprio titolo nobiliare, che ha avuto origine dall'antica Roma.
Il titolo di Patrizio venne utilizzato anche dai Bizantini: essi a questo titolo davano molta importanza, in quanto rappresentava la dignità (cioè titolo) suprema dell'amministrazione dell'Impero Bizantino.
Con la voce "patriziato", in senso generico, oggi si sta ad indicare anche l'intera nobiltà italiana, cioè qualsiasi titolato.

## Il patriziato in Italia

Corona patrizia di foggia all'antica

In Italia meridionale vi furono relativamente poche città demaniali che poterono avere il diritto e il privilegio di autogovernarsi senza subire il "giogo" di un signore feudale. Tra queste vi furono anche centri oggi ormai piccoli e periferici, come per esempio Amantea in Calabria, Giovinazzo in Puglia o Sorrento (in cui si conserva ancora intatto un sedile nobiliare del XIV secolo), ma che anticamente godevano di un prestigio e di un potere per nulla trascurabili.
Simile al patriziato erano le piazze nobili, ovvero quei Comuni che avevano diritto ad autogovernarsi ma attraverso l'istituzione di una nobiltà civica. In questo secondo caso venivano dette piazze aperte, distinguendosi dalle piazze chiuse rappresentate appunto dai patriziati.
La principale differenza tra patriziato e nobiltà civica, e quindi tra piazza chiusa e piazza aperta, era rappresentata dal fatto che le piazze chiuse avevano appunto il diritto (indicato nel nome) di accogliere al proprio interno nuove famiglie per solo ed esclusivo potere decisionale delle famiglie già iscritte, senza neppure dover chiedere l'approvazione del sovrano.
Nel nord Italia, nella stessa città si potevano trovare sia il patriziato sia la nobiltà civica: ai patrizi venivano riservate le più alte cariche della città, come l'anzianato, l'essere gonfaloniere ed altre; mentre ai nobili civici venivano assegnate cariche inferiori, come quella di giudice ed altre cariche ritenute non di governo.
In altre città, oltre al patriziato e alla nobiltà civica, si trovava anche la nobiltà generica che, pur unita in un collegio nobiliare, non era ascritta a nessun seggio nobiliare.

### I patriziati delle Repubbliche marinare
L'espressione repubbliche marinare è stata coniata dalla storiografia ottocentesca, quasi in coincidenza con la fine dell'ultima di esse: nessuno di questi Stati si è mai autodefinito repubblica marinara". Nei primi decenni dopo l'unificazione italiana, il patriottismo post-risorgimentale alimentò una riscoperta del Medioevo legata ad un nazionalismo romantico, in particolare a quegli aspetti che sembravano prefigurare la gloria nazionale e le lotte per l'indipendenza. Il fenomeno delle repubbliche marinare venne allora messo a fuoco ed esaltato; nel 1860 ci fu così l'introduzione nei programmi scolastici dello studio delle repubbliche marinare come fenomeno unitario. Ciò contribuì notevolmente a rendere il concetto popolare. Nel programma del liceo si prescriveva infatti, a partire da quell'anno, di affrontare in classe prima le "cagioni del rapido risorgimento del commercio marittimo italiano - Amalfi, Venezia, Genova, Ancona, Pisa" e l'"Assodamento della grande potenza navale italiana". L'autrice fa riferimento alla Gazzetta Ufficiale del Regno d'Italia del 14 e 15 dicembre 1860.
Come è normale per concetti definiti a posteriori, il numero delle città marinare è definito diversamente a seconda degli autori: cinque repubbliche nei programmi scolastici del 1860 (Amalfi, Venezia, Genova, Ancona e Pisa), mentre nei libri di testo scolastici di fine ottocento se ne citano sette tra quelle principali (le cinque già citate, più Napoli e Gaeta, ma limitatamente al periodo antecedente la conquista normanna). Il numero "quattro", che spesso ancor oggi ricorre associato alle repubbliche marinare, come si vede non è originario; esisteva invece un elenco breve, limitato a due (Genova e Venezia) o tre città (Genova, Venezia e Pisa) ed un elenco lungo, che comprendeva anche Ancona, Amalfi e Gaeta.
Determinante per la diffusione dell'elenco a quattro repubbliche marinare fu una pubblicazione del capitano Umberto Moretti, che aveva ricevuto dalla Regia Marina, nel 1904, l'incarico di scrivere la storia marittima di Amalfi; il volume uscì con un titolo assai significativo: La prima repubblica marinara d’Italia. Da quel momento il nome di Amalfi si affiancò definitivamente a quello delle altre repubbliche dell'elenco breve, equilibrando con la sua presenza lo sbilanciamento verso il centro-nord del paese. Negli anni Trenta del Novecento si consolidò così un elenco ridotto composto di sole quattro città: Amalfi, Pisa, Genova e Venezia, che portò poi all'inserimento dei loro simboli nello stemma della Marina Militare. Solo nel 1967, con l'uscita del testo di Armando Lodolini Le repubbliche del mare, venne ripreso l'elenco lungo delle repubbliche marinare - Amalfi, Pisa, Genova, Venezia, Ancona, Gaeta – alle quali si aggiunse anche la dalmata Ragusa.
L'elenco breve, di quattro repubbliche marinare, portò a considerare come un gruppo a sé stante l'insieme dei patriziati relativi di Amalfi, Pisa, Genova e Venezia.
Le modalità di trasmissione dei titoli patriziali in queste quattro repubbliche sono i seguenti:
- patrizio di Amalfi (m)
- nobile patrizio di Pisa (mf)
- patrizio genovese (m)
- patrizio veneziano (mf)

La lettera (m) sta ad indicare che il titolo patriziale va dato ai maschi, mentre le lettere (mf) indicano che il titolo patriziale va dato a maschi e femmine.
Questi quattro patriziati, pur essendo in teoria posti agli ultimi gradini della scala nobiliare, furono equiparati alla più alta nobiltà (cioè nella scala araldica vennero posti come importanza allo stesso livello del titolo di Duca non sovrano e di Principe non sovrano), perché il sovrano delle repubbliche marinare (quindi il conte, il prefetto ed il duca per Amalfi; il console, il signore e il podestà per Pisa; il console, il podestà, il capitano del popolo ed il doge per Genova; il doge per Venezia) veniva eletto all'interno del proprio patriziato. Pertanto tutti i patrizi erano potenzialmente dei sovrani.

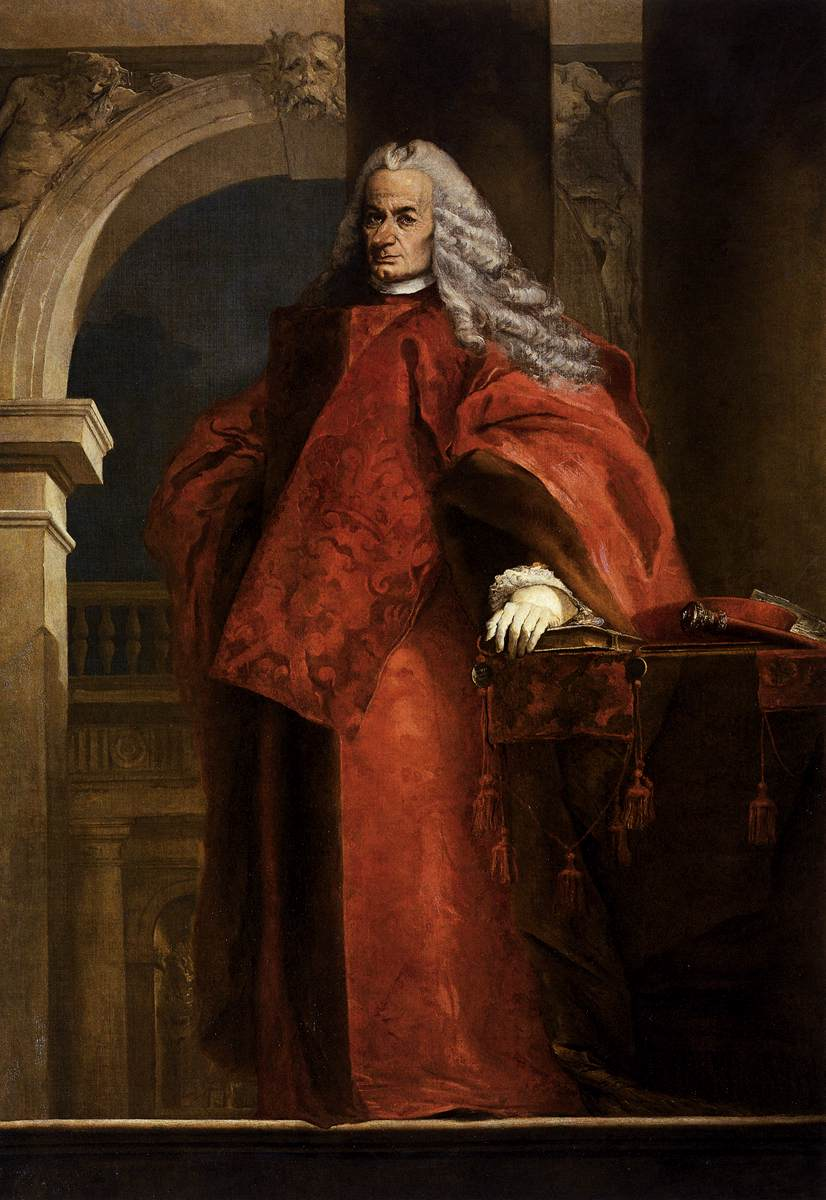
Portrait of Daniele IV Dolfin, di Giovanni Battista Tiepolo, 1750 circa. Sua eccellenza il nobiluomo Daniele IV, ritratto come patrizio veneziano

#### Venezia
Ai patrizi veneziani venivano date le seguenti qualifiche nobiliari: N.U. o N.H., che stavano ad indicare "nobil uomo" o "nobil homo", per gli uomini; N.D., che indicava "nobil donna", per le donne.
Queste qualifiche spettavano soltanto ai patrizi della città di Venezia.
Essi vennero ad essere di un rango pari a quello di Principi del sangue (stante anche l'eguale possibilità di assurgere al rango sovrano di doge, almeno in linea di principio).
I patrizi veneziani utilizzavano una corona patriziale formata da cerchio d'oro gemmato, sostenente otto fioroni a foggia di gigli stilizzati (cinque visibili) alternati da altrettante perle (quattro visibili).

#### Genova
Ai patrizi genovesi venivano date delle qualifiche nobiliari in base alla carica di governo che ricoprivano. Queste qualifiche erano: Magnifico, Illustrissimo ed Eccellentissimo.
Il Magnifico veniva indicato scrivendo per esteso la qualifica nobiliare, l'Illustrissimo con le lettere D.D. maiuscole, mentre l'Eccellentissimo con la lettera D. maiuscola.
I patrizi genovesi utilizzavano una corona patriziale formata da cerchio tempestato di gemme preziose sostenente quattro fioroni d'oro (tre visibili) alternati da quattro perle in oro (due visibili).
Nelle corti d'Europa, a partire dal 1637 la Repubblica di Genova era considerata alla pari di una monarchia, in quanto il doge da tale data assunse la corona reale e il titolo di Re di Corsica, Cipro e Gerusalemme. Dato che i patrizi genovesi avevano tutti il diritto di poter essere eletti alla carica di doge, venivano considerati principi del sangue e principi ereditari presuntivi.

### Firenze
Il 31 luglio del 1750, il granduca di Toscana, Francesco Stefano di Lorena, ordinò da Vienna la legge per il regolamento della nobiltà e cittadinanza, che venne pubblicata in Firenze il primo ottobre dello stesso anno.
Vennero definite Nobili Patrizie quelle famiglie che possedevano o avevano posseduto dei feudi nobili, che avevano una nobiltà superiore ai 200 anni, quindi nobiltà generosa, che erano appartenenti all'Ordine dei Cavalieri di Santo Stefano, e i cui antenati avessero ricoperto le più alte cariche come l'anzianato; mentre nobili erano quelle famiglie che appartenevano all'Ordine di Santo Stefano, ma non avevano una nobiltà superiore a 200 anni.

### Roma
A Roma c'erano i nobili patrizi coscritti, i nobili patrizi romani e i nobili romani. I primi venivano chiamati coscritti perché, a seguito della bolla Urbem Romam, erano capi di una delle sessanta famiglie patrizie romane. Il titolo di nobile patrizio romano veniva dato in due casi: al resto della famiglia patrizia coscritta (ovvero tipicamente la parte di famiglia che, nel sistema di nobiltà patriarcale, non era assegnataria di un titolo ma solo di un attributo nobiliare), ma anche a quei casati appartenenti al ceto patrizio romano che non figuravano tra le coscritte. In quest'ultimo caso tale titolo veniva assegnato dal Pontefice a quei dignitari della Corte Pontificia che lo acquisivano per funzione, fruendone però come nobiltà personale. Infine c'era il titolo di nobile romano, che veniva conferito a quelle famiglie nobili romane non ascritte al patriziato.
In tale patriziato, codificato con la bolla Urbem Romam, confluirono sia le antiche superstiti famiglie baronali romane, sia le famiglie appartenenti alla nobiltà cittadina, cioè quelle che più frequentemente si avvicendarono nel ricoprire le principali cariche comunali a partire dal Conservatorato e che Paolo Giovio definì come nobiltà della seconda squadra, sia le numerose famiglie cosiddette "papali" giunte a Roma al seguito di un loro congiunto eletto al soglio pontificio, ed altre che per ufficio o per attività giuridiche ed economiche si trapiantarono nell'Urbe. Con la bolla citata venne altresì definitivamente precluso ogni altro ingresso di nuove famiglie nel ceto nobiliare romano se non per matrimonio e legittima successione da esse.

### Milano
A Milano la prima testimonianza del patriziato cittadino è costituita dalla Matricula Nobilium stilata da Ottone Visconti nel 1277. In essa tuttavia sono presenti solamente le famiglie ghibelline, ossia quelle che avevano sostenuto i Visconti nella lotta contro i della Torre per il dominio su Milano. Nel XV-XVI secolo la nobiltà cittadina era composta da circa 235 famiglie, alle quali, salvo rare eccezioni, venivano affidate le cariche dell'amministrazione ducale; in questo quadro il patriziato esprimeva una cerchia più ristretta, detentore del vero potere e della massima autorità, sotto forma dei casati Archinto, Arcimboldi, Arconati, Arese, Barbiano, Borromeo, Brambilla, Brivio, Càrcano, Casati, Castiglione, Corio, Crivelli, Fagnani, Gallarati, Maggi, Mandelli, Marliani, Melzi, Pecchio, Pusterla, Rainaldi, Schiaffinati, Sessa, Taverna, Trivulzio, Visconti.

### Piemonte
Negli stati dei Savoia molte tra le principali città furono dotate di organi patriziali o di una nobiltà civica dal funzionamento assimilabile al patriziato. Tra le altre, ebbero un pieno patriziato Acqui, Asti, Biella, Chieri, Cuneo, Mondovì, Nizza Monferrato, Novi Ligure, Torino e Vercelli. Una nobiltà civica di una certa importanza fu presente in Alba, Carignano, Carmagnola, Casale, Fossano, Saluzzo e Savigliano.
Gli unici tre patriziati che ebbero pieno riconoscimento ufficiale furono quelli di Alessandria, Novara e Tortona, cioè quelli delle "province di nuovo acquisto". Ai patriziati di queste tre città furono riconosciute le antiche prerogative con tre Lettere Patenti del 4 settembre 1775 (Novara e Alessandria) e 23 aprile 1776 (Tortona). In virtù di questo fatto, con la proclamazione del Regno d'Italia e la graduale uniformazione della nobiltà italiana ad opera delle Commissioni araldiche regionali, alle famiglie di questi tre patriziati fu riconosciuto il titolo di Nobile (mf).

### Regno di Napoli
Nel Regno di Napoli esisteva il ceto patrizio e la nobiltà civica; nel medesimo regno il titolo di patrizio e di nobile civico avevano la stessa importanza e quindi erano posti allo stesso livello. La differenza stava nel fatto che il patriziato costituiva piazza (seggio o tocco) chiusa; la nobiltà civica piazza aperta. Dopo l'unità d'Italia la consulta araldica non tenne conto che nel Regno di Napoli, a differenza del resto d'Italia, i due titoli erano equiparati, e quindi pose il titolo di patrizio sopra quello di nobile civico.
Il patriziato più importante di tale regno fu quello napoletano, donde il titolo di "patrizio napoletano" (napolitano).

### Regno di Sicilia
Nel Regno di Sicilia il titolo di patrizio venne utilizzato per indicare la più alta carica municipale. In alcune città come Catania, Messina, Caltagirone il governo municipale era formato da sei senatori nobili, un Capitano di Giustizia e un patrizio di città che prendeva il titolo di esempio (patrizio di Catania, patrizio di Messina, patrizio di Caltagirone, ecc.).

## San Marino
Il titolo patriziale è stato usato anche nella Repubblica di San Marino.
I patrizi di San Marino utilizzavano le seguenti corone patriziali: cerchio d'oro tempestato di gemme preziose sostenente quattro fioroni d'oro (tre visibili) e quattro perle d'oro (due visibili); oppure cerchio in oro cordonato ai margini sostenente quattro punte di lancia in oro (tre visibili) e quattro globetti in oro (due visibili); venivano usate altre due corone, una era sormontata da dodici perle d'oro sostenute da punte (sette visibili), simile alla corona tollerata di barone, soltanto che le punte si piegavano verso la parte interna della corona; un'alta era sormontata da otto perle d'oro sostenute da punte (cinque visibili), simile alla corona tollerata di nobile, anche in questo caso con le punte con su le perle piegate verso l'interno della corona.

## Impero bizantino
Nell'Impero bizantino, al tempo dell'imperatore Giustiniano il titolo di patrizio (greco πατρίκιος) era al vertice della gerarchia nobiliare, escludendo le dignità riservate ai membri della famiglia imperiale. In epoca macedone era una «dignità per insegne» (quindi slegata da incarichi effettivi) e - tolti i primi tre titoli di Cesare, Nobilissimus e Curopalate riservati di norma ai componenti della famiglia imperiale - veniva come quarta: la precedevano, andando dal basso verso l'alto, quelle di antipato, di magistro e di «patrizia con cintura» (zoste patrikia), quest'ultima unica dignità femminile di corte.

## Sacro Romano Impero
A partire dall'XI secolo, venne a svilupparsi nelle libere città imperiali del Sacro Romano Impero la classe dei Patrizier, composta da preminenti personalità delle medesime città che avevano un autogoverno di tipo oligarchico. Oltre ai grandi mercanti, questi venivano scelti tra i cavalieri imperiali, gli amministratori e le personalità politiche.
I membri di una società patriziale erano comunque tenuti a rispettarsi tra loro e a rendere omaggio all'imperatore.
Le società patriziali nella Germania medievale erano associazioni chiuse al loro interno, incentrate su certe famiglie o "casate", ed erano presenti con forti corporazioni nelle libere città imperiali come Colonia, Francoforte sul Meno o Norimberga. Nel 1516 il consigliere di Norimberga e giurista Christoph Scheuerl (1481–1542) ottenne commissione da Johann Staupitz, vicario generale dell'ordine agostiniano, di abbozzare una costituzione di Norimberga presentata ufficialmente il 15 dicembre 1516. Fu quella la prima citazione del termine patricius dal latino per indicare appunto le famiglie più rilevanti della città-stato. I contemporanei convertirono la parola nel tedesco Patriziat e Patrizier per patriziato e patrizio. Ad ogni modo l'uso del termine "patrizio" in Germania entrò in vigore solo nel XVII secolo.

I patrizi tedeschi occupavano i seggi del consiglio amministrativo della città ed occupavano i principali incarichi civili. Per questo proposito si costituirono in società patriziali per proteggere i loro diritti ereditari. A Francoforte le società patriziali iniziarono ad ammettere nuove famiglie a partire dalla seconda metà del XVI secolo. Molti rifugiati calvinisti dai Paesi Bassi spagnoli nel corso del XVI-XVII secolo si distinsero per i sostanziali contributi al commercio della città e per questo molti di loro vennero ammessi poi nel patriziato locale. Un detto dell'epoca riportava 
 In ogni caso gli ebrei vennero sempre esclusi dal patriziato tedesco.
Tra i patriziati più famosi della Germania si ricordano quello di Norimberga, quello di Augusta, quello di Colonia, quello di Monaco di Baviera, quello di Danzica e quello di Ulma.

## Le insegne
La corona normale di patrizio era formata da un cerchio in oro tempestato di gemme preziose, ma veniva usata anche un'altra corona di foggia all'antica che era formata da un cerchio d'oro sormontato da quattro fioroni d'oro alternati da quattro perle; questa corona però, dalla consulta araldica del Regno d'Italia, venne sostituita con una corona d'oro sostenente quattro punte di lancia alternate da quattro globetti simili a perle, perché quella di foggia all'antica era molto simile alla corona marchionale.
La corona normale di patrizio, cioè quella formata da semplice vera d'oro, fu inventata per accomunare tramite una corona tutti i patrizi italiani, visto che in Italia al titolo di patrizio venivano attribuite, da regione a regione, corone araldiche diverse.
La nuova corona normale di patrizio era formata da otto fioroni alternati da otto perle (visibili quattro fioroni e cinque perle), quindi era simile a quella di patrizio veneto; per distinguerla i fioroni di questa nuova corona vennero realizzati in modo diverso rispetto a quella veneziana, e quando la si blasonava frontalmente venivano posti quattro fioroni e cinque perle.

## Diritto

### Italia
La Repubblica Italiana non riconosce i titoli nobiliari, pertanto, dopo l'entrata in vigore della Costituzione italiana nel 1948, il titolo di patrizio, come gli altri titoli nobiliari, non ha tutela giuridica e non può essere usato dagli organi della pubblica amministrazione.

### Annotazioni
1. ↑  Le loro entrate derivavano quasi esclusivamente dall'esercizio del bovattiere ossia dell'allevatore di bestiame o del mercante di campagna, dall'appalto delle gabelle, dalla mercatura e dal prestito di denaro o del lucroso commercio dei tessuti, differenziandosi cioè dalla decina o poco più di famiglie che costituivano il nucleo della aristocrazia feudale, le cui entrate erano costituite in larga parte da rendite feudali, dall'esercizio dei diritti baronali e dalle condotte militari, alle quali le famiglie della nobiltà civica sistematicamente fornivano, schierate nel quadro delle tradizionali alleanze famigliari, appoggio finanziario e militare durante le lotte per il predominio della Città.[6][7][8]

### Fonti
1. 1 2   Anna Ascenzi, Tra educazione etico-civile e costruzione dell'identità nazionale: l'insegnamento della storia nelle scuole italiane dell'Ottocento, Milano, Vita e Pensiero università, 2004,  pp. 297-298, ISBN 88-343-1085-3.
2. ↑   Carlo Ormondo Galli, Storia del Medio Evo ad uso dei licei ed istituti superiori militari e tecnici, 3ª ed., Roma, G. B. Paravia, 1875,  p. 140, SBN TO01187281.
3. ↑   Umberto Moretti, La prima Repubblica marinara d'Italia: con uno studio critico sulla scoperta della bussola, 2ª ed., Ravenna, Tipografia Dante Alighieri, 1904, SBN LIG0107195.
4. ↑   Armando Lodolini, Le repubbliche del mare, 2ª ed., Roma, Biblioteca di Storia Patria, 1967, SBN UPG0011864.
5. ↑   Giustiniano Degli Azzi Vitelleschi e Giovanni Cecchini, Codice nobiliare araldico: legislazione nobiliare vigente e retrospettiva. Formularii e istruzioni per pratiche araldiche e pei processi nobiliari avanti il S. M. Ordine di Malta, Firenze, Alfani & Venturi Editori, 1928,  p. 84, SBN CUB0197403.
6. ↑   Paolo Giovio, Le vite di Leon X et d'Adriano VI sommi pontefici et del cardinal Pompeo Colonna, traduzione di Lodovico Domenichi, Venezia, Giovanni de' Rossi, 1557,  p. 147, SBN BVEE012586. URL consultato il 5 agosto 2023.
7. ↑  (IT, EN, FR) Anna Esposito, «Li nobili huomini di Roma»: Strategie familiari tra città, Curia e municipio, in Sergio Gensini (a cura di), Roma capitale (1447-1527) (atti del IV convegno di studio del centro studi sulla civiltà del tardo medioevo tenuto a San Miniato, 27-31 ottobre 1992), Roma/Pisa, Ministero per i beni culturali e ambientali, Ufficio centrale per i beni archivistici/Pacini, 1994,  pp. 373-388, ISBN 88-7781-092-0.
8. ↑   Guido Alfani, Matteo Di Tullio e Luca Mocarelli (a cura di), Storia economica e ambiente italiano (ca. 1400-1850), Milano, Franco Angeli, 2012,  p. 242, ISBN 978-88-568-4708-6.
9. ↑  Mola di Nomaglio 2006, pp. 53-58.
10. ↑  Mola di Nomaglio 2006, p. 49.
11. ↑  Ravegnani 2008, p. 120.
12. ↑  Ravegnani 2008, p. 123.
13. ↑  (DE) Hans Körner, Frankfurter Patrizier: Historisch-Genealogisches Handbuch der Adeligen Ganerbschaft des Hauses Alten-Limpurg zu Frankfurt am Main, München, Ernst Vögel, 1971,  p. XIII, OCLC 828436688.